# Ole Nydahl

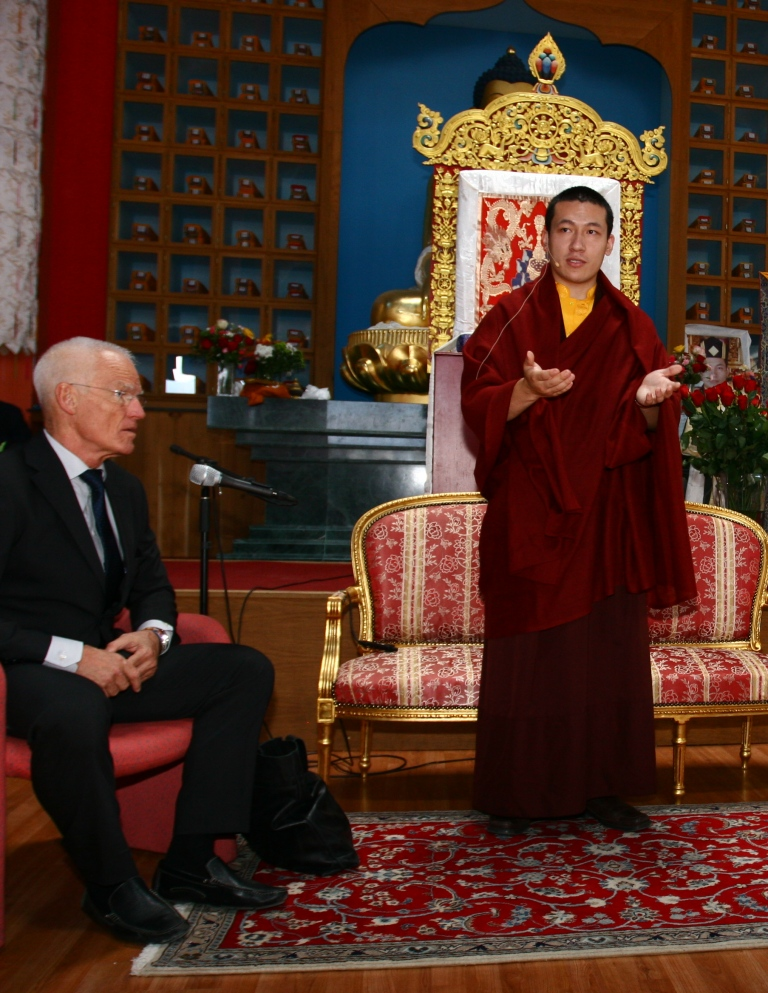
Ole Nydahl

Ole Nydahl, född 19 mars 1941 i Köpenhamn, är en lama inom tibetansk buddhism. Han har sedan 1972 - på uppdrag av sin lärare den 16:e Karmapa – använt sitt liv till att sprida kunskapen om tibetansk buddhism.
Lama Ole Nydahl har tillsammans med sin fru Hannah Nydahl startat 530 buddhistiska center och grupper över hela världen. 

## Biografi
Ole Nydahl växte upp norr om Köpenhamn. Efter filosofistudier vid Köpenhamns universitet gifte han sig med Hannah och de båda for på bröllopsresa till Nepal 1968.
Där mötte de överhuvudet för Karma Kagyu-linjen, den 16:e Karmapa, och blev hans elever. Efter några års intensiv träning i buddhistisk filosofi och meditation åkte de tillbaka hem för att starta sitt första buddhistiska center i Köpenhamn.